# Alameda del Valle
Alameda del Valle é um município da Espanha
na província e comunidade autónoma de Madrid, de área 25,04 km² com população de 206 habitantes (2004) e densidade populacional de 8,23 hab/km².

## Demografia
| Variação demográfica do município entre 1991 e 2004 | Variação demográfica do município entre 1991 e 2004 | Variação demográfica do município entre 1991 e 2004 | Variação demográfica do município entre 1991 e 2004 |
| --------------------------------------------------- | --------------------------------------------------- | --------------------------------------------------- | --------------------------------------------------- |
| 1991                                                | 1996                                                | 2001                                                | 2004                                                |
| 153                                                 | 166                                                 | 175                                                 | 206                                                 |